# Frank Waller
Frank Laird Waller (né le 24 juin 1884 à Saint Paul et décédé le 29 novembre 1941 à Kansas City) est un athlète américain spécialiste du 400 mètres avec ou sans haies. Affilié au Wisconsin Badgers puis au Chicago Athletic Association, il mesurait 1,76 m pour 71 kg.

## Biographie

### Palmarès
| Date | Compétition           | Lieu        | Résultat | Épreuve     | Performance |
| ---- | --------------------- | ----------- | -------- | ----------- | ----------- |
| 1904 | Jeux olympiques d'été | Saint-Louis | 2e       | 400 mètres  | 49 s 8      |
| 1904 | Jeux olympiques d'été | Saint-Louis | 2e       | 400 m haies | 53 s 2      |

### Records
| Épreuve          | Performance | Lieu | Date |
| ---------------- | ----------- | ---- | ---- |
| 400 mètres       | 49 s 6      |      | 1905 |
| 400 mètres haies | 53 s 6      |      | 1904 |